# 斎藤義龍
斎藤 義龍 / 斎藤 高政（さいとう よしたつ / さいとう たかまさ）は、戦国時代の武将、美濃国の戦国大名、道三流斎藤氏の第二代当主（美濃一色氏初代とする説もある）。土岐氏の家臣から戦国大名となった斎藤道三の嫡子で、父と対立しこれを敗死させた。室町幕府から御相伴衆や一色氏家督として認められるなど家格を上昇させ、対立する尾張の織田信長を寄せ付けないなど軍事的にも成功を収めたが、早くに病死した。
なお、義龍と改名したのは一色姓を名乗った後であるので、斎藤義龍という呼称は適当ではない（斎藤高政あるいは一色義龍が正しい）。

## 生涯
享禄2年（1529年）、斎藤道三（当時は長井氏を名乗っていたとみられる）の子として生まれる。母は土岐頼芸の愛妾だった深芳野と言われることがあるが、近世の創作である（後述）。幼名は豊太丸、元服後は利尚、高政と名を変えている（『高木貞一氏所蔵文書』）が、本記事では義龍で統一する。
天文23年（1554年）2月22日から3月10日の間に、道三が隠居したため、美濃守護代斎藤氏の家督を継いで稲葉山城主となったとされる。この隠居は父・道三の自発的なものではなく、家臣の信頼を得られず、領国経営が円滑に進まなかったための交代劇という見方もある。他方、道三と義龍がほぼ同内容の文書を出していることや、『お湯の殿上の日記』天文24年（1553年）3月11日条に「みの（美濃）ゝたうき（さ）ん（道三）御たちくたさる」との記述があることから、完全な権限委譲はなされておらず、道三は後見人として権力を未だに保持していたとの見解もある。
その後道三と義龍は対立することとなるが、その経緯を『信長公記』や『江濃記』では、道三が義龍を愚か者だと思い、利口者と考えた次男・孫四郎を嫡子とし、三男・喜平次に名門一色氏を継がせようとしたことによるとしている。なお、近世以降義龍が実父が土岐頼芸だと知ったことで道三を討とうと決意したとの俗説が流布されるが、史実ではない（後述）。
『信長公記』によれば、弘治元年（1555年）11月、義龍は叔父・長井道利と共謀して仮病を使い、孫四郎・喜平次をおびき出して日根野弘就に殺害させたことで、道三は大桑城に逃走したという。なおこの頃義龍は范可に名を改めている（後述）。
翌弘治2年（1556年）4月、義龍と道三の両軍は長良川で激突し、数に劣る道三は敗北し、討たれた（長良川の戦い）。尾張から道三の娘婿・織田信長が救援に出陣したが間に合わず、義龍に呼応した織田信安が岩倉で蜂起したこともあり信長は撤退した（『信長公記』『江濃記』）。
道三を倒した義龍は、国内統治のために6人の側近、日根野弘就、竹越尚光、日比野清実、長井衛安、桑原直元、安藤守就に連署状を出させて政治を補佐させた。また弘治2年9月までに高政に改名している（「高木文書」）。
弘治4年（1558年）2月26日、朝廷に幕府政所頭人伊勢貞孝を介して治部大輔任官を願い出、補任された（『お湯殿の上の日記』）。なお、通常足利一門にしか許されない治部大輔への正式な任官が実現したのは、義龍の娘が貞孝の子・貞良に嫁いでいるように伊勢氏との親密な関係に由来するとみられる。
永禄2年（1559年）4月に上洛し、足利義輝に謁見、御相伴衆に任じられた（『厳助往年記』）。
同年8月、一色氏家督の地位を幕府から認められ、これより一色義龍と称した。一色氏は足利一門に属しており、斎藤氏は勿論のこと、美濃守護家である土岐氏よりも格上の家柄であった。
また、家臣たちを一色氏家臣の苗字へと改めさせている。
- 安東日向守守就→伊賀伊賀守守就
- 桑原三河守直元→氏家常陸介直元
- 竹越新介尚光→成吉摂津守尚光
- 日根野備中守弘就→延永備中守弘就

永禄4年（1561年）2月、左京大夫（左京兆）に任じられるが、同年5月11日に33歳で病死した（『永禄沙汰』『厳助往年記』『葛藤集』）。辞世は「三十余年　守護人天　刹那一句　仏想不伝」。子の龍興が跡を継いだものの、直後に織田信長が美濃に侵攻し、日比野清実・長井衛安が討ち死にする損害を出した（森部の戦い）。

## 評価
「道三に引導を渡した義龍は、早死さえしなければ、信長の美濃制圧は倍以上時間がかかっていた可能性が高く、むしろ美濃を落とせなかったかもしれない。六人衆らを用いた領国統治、家臣団編成および統制、信長兄弟への調略に見られる父譲りの策謀、幕府や朝廷との交渉による家格上昇や、三好氏との関係性、六角との関係改善に見られる外交など、いずれにも成果を出している。他にも群上の新たな支配者となった遠藤一族を従属させるなど、勢力の拡大も・・・成功している。これらの成果を数年で生み出し、龍興が信長に抵抗できる素地を作ったのはおおいに評価されてしかるべきである。
　瑕瑾があるとすれば、やはり33歳で早世してしまったことが挙げられよう。まだこれからという時の死去であり、この若さでの病死が父殺しの報いと世の人に認識されたのは、どうしても仕方ないことである。」木下聡
「義龍がもう少し健在であったなら、義龍は浅井氏をかなり追いつめていたことだろう。」横山住雄

## 政策

### 外交
義龍が道三を倒した際、道三の援軍として尾張から織田信長が出陣したように、義理の兄弟とはいえ義龍と信長は常に対立関係にあった。両者は謀略も用いながら勢力の切り崩しを図ったが、いずれも成功を収めることはなかった。
永禄2年（1559年）に信長が僅かな供を連れて上洛した際には、火縄銃で装備した刺客を派遣して、暗殺を謀ったが、金森長近・丹羽兵蔵のはたらきによって未然に防がれたとされている。
義龍は信長の兄弟である信広・信勝と連絡を取っていたことが書状によって確認できる（「古今消息集」「徳川黎明会所蔵文書」）。これは信長の兄弟を支援して信長の家督を動揺させることを目的としていたとみられる。『信長公記』にも信広が義龍と通じて、義龍の侵攻によって信長の出陣を誘い信広が清洲城を奪取するという計画を立てたが、信長が未然に察知して防がれたとの逸話がある。
逆に義龍の末弟・斎藤利治は、信長による美濃攻略以前から信長のもとで活動していることが確認できるが、『江濃記』にあるように義龍が弟2人と道三を討った後に信長のもとに身を寄せた可能性が高い。
近江国守護・六角氏との関係は道三に追放された土岐頼芸が六角氏を頼ってから険悪なものとなっていた。そこで北近江に地盤を有し六角氏と対立していた浅井亮政の娘を義龍の室に迎えたものの、亮政の跡を継いだ久政が六角氏に従属し、さらにその子長政が六角氏に反旗を上げるという経過を辿る。義龍は上洛のためにも六角氏との関係改善を図り、浅井氏とは手を切ることとした（義龍の妻は離縁されたか死没したとみられ、新たに一条氏の女性を室としている）。永禄3年（1560年）には六角義治と政略結婚の交渉を進めていたが、義治の父・承禎（義賢）の猛反対を受けている（「六角承禎条書写」）。婚姻が成立したかは不明だが、永禄4年（1561年）には六角氏に援軍を出しており関係は改善されたものとみられる。
飛騨国の三木家とは、義龍の娘が三木頼綱に嫁いだとされているように、良好な関係を築いた。

### 内政
永禄3年（1560年）、伊勢太神宮供米に対する過所（通行許可証）を下々役人中にあてて印判状形式で与えている（「神宮文庫所蔵文書」）。この印判状も戦国大名が多く発給した文書形式であり、義龍がこれを採用したことは注目される。
さらに、義龍になって国内の武士にあてた知行宛行状が数多く発給されるようになる。その所領がすべて貫高に結ばれる例もみられるようになる（「斎藤文書」）。この貫高制は戦国大名の知行制の特質をなすもので、この貫高制によって荘園制に終止符をうつことができ、新しい知行制・軍役体系が次第に構築されていたことが推測される。

### 別伝の乱
別伝座元（べつでんざげん）は、臨済宗妙心寺派の禅僧で、義龍に招かれて伝灯護国寺を建立した。別伝は妙心寺派でも特芳禅傑にはじまる霊雲派の僧侶であったが、美濃国最大派閥は瑞龍寺を開山した悟渓宗頓にはじまる東海派であった。この別伝を中心とする紛争が別伝の乱であり、「永禄沙汰」（慶應義塾大学図書館蔵・『岐阜県史史料編古代・中世二』）にその経緯が記述されている。
事の発端は、永禄3年12月に、今後美濃国内の禅宗寺院・禅僧への統括を、別伝が住持を務める伝灯護国寺が行うという内容の義龍の触書が伝達されたことによる。これに東海派だけでなく聖沢派・龍泉派も憤り、翌年2月に大龍寺の龍谷を除く崇福寺住持・快川紹喜、瑞龍寺住持・速伝崇販、少林寺住持・慧雲宗智といった諸寺の住持たちが尾張の瑞泉寺へ出奔してしまった。これに対し義龍は、触書は文言を不適当として発出していなかった伝灯護国寺による草稿を、同寺が勝手に発したものであると表明した。住持らは美濃へ帰国したものの、別伝・龍谷の処罰を求めて妙心寺に訴え出た。義龍は訴えを起こすのを延期するよう求め、住持らの再度の出奔を招いた。義龍は妙心寺に別伝を擁護する文書を送ったが、妙心寺の結論は別伝の僧籍剥奪というものだった。
快川・速伝らはさらに龍谷の僧籍剥奪も妙心寺に求めたが、別伝の僧籍剥奪の取り消しを求める義龍は、幕府に働きかけて妙心寺に将軍側近を派遣させて除籍を免じるよう伝えさせることに成功した。さらに義龍は正親町天皇の綸旨によって伝灯護国寺の寺格を上昇させようと試みるが、その最中に義龍は病死、後ろ盾を失った別伝は伝灯護国寺に放火しようとしたのが見つかり行方をくらませている。

## 人物・逸話

### 両親について
義龍の実父は道三ではなく土岐頼芸であるとの逸話が、近世の「土岐累代記」『美濃国諸旧記』『濃陽諸士伝記』『美濃明細記』に見える。これらによると、頼芸の愛妾であった三芳野/深芳野という女性が道三に与えられたが、その時点で三芳野は妊娠しており、産まれた子が義龍だという。これらの逸話では、義龍が道三を倒した原因を、実の父親ではないことを知ったことに求める。
しかしながら、太田牛一『信長公記』『大かうさまくんきのうち』や小瀬甫庵『甫庵信長記』、山鹿素行『武家事紀』、『江濃記』といった早くに成立した書物には三芳野の存在は記述がない。永禄3年（1560年）に六角義賢が家臣に宛てた書状「六角承禎条書写」においても義龍の父が別にいるなどという言及はなく、『大かうさまくんきのうち』では道三が最期に「さすか（流石）たうさん（道三）かこ（子）にて候」と言うように太田牛一も義龍を道三の実子として扱っている。『寛政重修諸家譜』も義龍を頼芸の子としているが、江戸時代前期の『寛永諸家系図伝』にはそのような話はない。結局のところ、義龍の父殺しの理由を求めるために、義龍の実父が頼芸であるという話や義龍を身籠もった頼芸の妾・三芳野という人物が近世に生み出されたというべきである。
実際の義龍の母は、『翁草』に見える稲葉良通の妹とみるのが妥当である。「美濃国諸家系譜」では義龍を身長6尺5寸（約1ｍ95cm）の大男としており、『翁草』は稲葉良通の妹が容姿に優れながらも身長6尺（約1m80cm）もある女性だったため、その息子義龍も巨漢だったと説明している。

### 「范可」
『信長公記』によれば、義龍は道三討伐後に「范可（）」と名乗ったという。同書では范可とは昔の中国で父の頸を切って孝とされた人物であり、義龍は自分の境遇と重ねこの名前を使うようになったとする。ただし、「范可」にまつわる故事の実在は確認されていない。また、義龍が「范可」を名乗るのは、実際には道三を殺す以前からである。「美江寺文書」によれば弘治元年（1555年）12月、「范可」名で同寺に禁制を出している。これにより、義龍は道三の首実検をしてから自分の行ないを悔やみ、罪障消滅のために「范可」と名乗ったとする太田牛一の説明は誤りであって、道三と戦う決意をした時には「范可」を名乗っていたことが証明されている。桑田忠親は､「養父にあたる道三の首を斬ることが、実父・土岐頼芸の仇を討つことになり、実父に対して孝行だ、と理解した結果であったと思われる」としている。また桑田は義龍の心境を、「父親と戦わなければならないはめになったので、どうせ、おれは范可なのだと、居直った様子が感じとれる」とも述べている。
- 義龍は父殺しの汚名を避けるためか、足利氏の一門である一色氏を称して、一色左京大夫と名乗った。また主家の土岐氏も成頼が一色氏からの養子（異説あり）であり、その三代孫の頼栄[45]が一色氏を名乗っている。これは自己の正当性を主張するためとも考えられている。義龍の母・深芳野の母方の祖父が尾張知多郡守護の一色義遠（『美濃国諸家系譜』）、あるいは深芳野の父が一色義清であるとも言われる。義龍方についた土岐氏旧臣である桑原・安藤・日根野・竹腰らはそれぞれ、一色家家臣ゆかりの延永・伊賀・氏家・成吉といった姓に改名したという説もあるが、斎藤家家臣の一色家家臣団名への改姓時期は義龍没後で龍興の治世である永禄4年（1561年）である。道三の実子ではないという噂を逆手に取り、父殺しの汚名を避ける大義名分を得て、一色を名乗ることにより美濃国人1万7千5百を自らの指揮下に結集させる事に成功したとされる[46]。なお、足利氏の一門である一色氏は同じ守護大名でも美濃源氏である土岐氏よりも格上とされていた。義龍が一色氏の当主として認められることで土岐氏の美濃支配の正統性が否定された（結果的には土岐頼芸の追放も正当化された）とする説もある[47]。木下聡は未だに土岐頼芸が健在だったため、土岐を名乗れば土岐一族の反発を招きかねず、加えて名目上頼芸の帰国を受け入れなければならなくなるため、土岐氏より格上かつ管領家・御一家ほど上位でもなく、隣国の六角氏のように確実に反発を招く訳でもない家として適当だったとしている[18]。
- 道三は信長に美濃国を譲る遺言書のようなものを書いており[48]、義龍は最後まで道三から認められなかった。
- ハンセン病にかかっており、それがもとで早死したといわれている。しかし『大かうさまぐんきのうち』を見るとハンセン病ではなく、奇病で妻と息子とともに同時に死去したとされる[49]。
- 勝俣鎮夫は、道三から義龍への継承、道三の戦死までの経緯に関して、従来の説を批判している。道三の美濃国内における発給文書の少なさを指摘して、義龍の家督継承は、国内政治を省みない道三の施策を批判した重臣らによって行われた強制的な当主交代（主君押込）であり、翌年の長良川の戦いは「追放された道三が、家督奪還を目指して兵を挙げたもの」であるとする見解を述べている[5]。

## 菩提寺
生前に、岐阜市の常在寺を菩提寺と制定している。この寺には国の重要文化財に指定されている斎藤義龍肖像画が所蔵されている。この肖像画は、その子の龍興の寄進によるもので、肥満で下ぶくれの魁偉な容姿をしており、父の道三とはあまり似ていない。

## 系譜
- 父：斎藤道三
- 母：稲葉氏（稲葉良通妹）または深芳野？
- 兄弟
  - 長井道利 - 『寛政重修諸家譜』では義龍の兄とするが、『信長公記』『武家事紀』では道三の弟、義龍の叔父としている。
  - 斎藤孫四郎
  - 斎藤喜平次
  - 斎藤利堯
  - 斎藤利治
  - 斎藤正義 - 公家の近衛家からの養子と伝わる。
- 姉妹
  - 濃姫（帰蝶）（織田信長正室）
  - 土岐頼純室
  - 土岐頼香室
  - 斎藤利三正室
  - 姉小路頼綱正室
  - 稲葉貞通正室
- 妻
  - 浅井氏（近江の方（近江局）[要出典]） - 「美濃国諸家譜」では浅井久政の娘とされるが、龍興を天文16年（1547年）もしくは同17年に産んでいることから、大永6年（1526年）生まれとされる久政の娘とするのは無理があり、亮政の娘と考えられる（久政が妹を養女として嫁がせた可能性はある）[51]。
  - 一条氏 - 「孤岫語録」永禄3年7月の法語に見える。同年4月に子供が早世し、自身も6月に死去したという。「孤岫語録」では一条兼良の末裔とされており、兼良が応仁の乱の際に美濃国に下向した時にもうけた子の末裔と考えられる[52][53]。
  - 某 - 『言継卿記』永禄12年7月27日条[54]に、「故一色義龍後室」が所持する壺を差し出すよう信長が命じたが、彼女はそれを拒否し強要するなら自害すると答え、「信長本妻」や身内家臣も自害すると言い出したので信長が折れた話が記録されている[55]。
- 子
  - 斎藤龍興 - 母は浅井氏。
  - 菊千代 - 「葛藤集」に夭折したことが記録される。母は一条氏[56]。
  - 池田元助室 - 『美濃国諸旧記』に長井道利の養女となって嫁いだとある。
  - 伊勢貞良室[57] - 年齢的には道三の娘の可能性の方が高く、義龍が妹を養女とした可能性が指摘されている[58]。
  - 馬場殿 - 『濃陽諸士伝記』では容貌に優れたため、信長が妾にしようとしたが、信長からすれば姪にあたるばかりか、こちらは土岐嫡流であるのに斯波の家臣にすぎない信長の妾とはとんでもないと拒絶したため信長が怒り美濃に攻め込んだとしているが、創作とみられる[22]。
  - 女[57] - 近衛家が召そうとしたが、相談を受けた六角義賢の反対によって破談になったという（近衛前久との縁談とみられる）[59]。

※「美濃国諸家系譜」所収「斎藤道三系図」が朝倉義景室を義龍娘とするが、斎藤兵部少輔の娘の義景側室・小少将との混同とみられる。

## 関連作品

### テレビドラマ
- 新書太閤記（1973年、NET（現テレビ朝日）、演：山本紀彦）
- 国盗り物語（1973年、NHK大河ドラマ、演：若林豪）
- 織田信長（1989年、TBS大型時代劇スペシャル、演：金田明夫）
- 信長 KING OF ZIPANGU（1992年、NHK大河ドラマ、演：広岡瞬）
- 織田信長（1994年、テレビ東京12時間超ワイドドラマ、演：真壁晋吾）
- 国盗り物語（2005年、テレビ東京新春ワイド時代劇、演：倉田てつを）
- ドラマスペシャル 濃姫（2012年3月17日　テレビ朝日 演：高橋和也）
- 信長協奏曲（2014年、フジテレビ、演：新井浩文）
- 麒麟がくる（2020年、NHK大河ドラマ、演：伊藤英明）

### ライトノベル・漫画
- 斎藤義龍に生まれ変わったので、織田信長に国譲りして長生きするのを目指します!（2020年、作：巽未頼、宝島社） - 現代日本人の医者が幼少期の義龍に転生し、現代知識で自分の運命を変えようとする物語。第6回ネット小説大賞受賞。
  - 斎藤義龍に生まれ変わったので、織田信長に国譲りして長生きするのを目指します!（2022年～、漫画：田村ゆうき、秋田書店） - 上記作品のコミカライズ。